# كربونيوم
الكربونيوم أو أيون الكربون أو أيون الكربونيوم هو أيون عضوي يحمل شحنة موجبة، مثل R3C+، يحتوي على ذرة كربون خماسية التنسيق، وفي الغالب يُطلق عليه الميثانيوم [الإنجليزية] (CH+5 )، حيث ترتبط ذرة الكربون تساهميًا بخمس ذرات هيدروجين.

## التحضير
يمكن تحضيره عن طريق معالجة الألكانات بأحماض قوية جدًا. ويُحضر صناعيًا عند تكرير البترول والذي يتشكل أثناء التكسير الحراري الأولي.